# Azorella trifoliolata
Azorella trifoliolata är en flockblommig växtart som beskrevs av Dominique Clos. Azorella trifoliolata ingår i släktet Azorella och familjen flockblommiga växter. Inga underarter finns listade i Catalogue of Life.